# Villalba Alta
Villalba Alta es una localidad española perteneciente al municipio turolense de Perales del Alfambra, en la comunidad autónoma de Aragón. En 2011 tenía una población de 35 habitantes.

## Toponimia
Se le llamaba Villalba de Suso en su primera mención en 1212, para diferenciarla de Villalba Jusana, también en el valle del Alfambra pero en el actual municipio de Teruel. Se trata un uso medieval de los adverbios suso y juso para indicar alto y bajo, que evolucionó a los actuales Villalba Alta y Villalba Baja.
Hay un casal despoblado llamado El Tormagal.

## Historia
Fue parte de la Sesma del Campo de Visiedo de la Comunidad de Teruel. A mediados del siglo XIX, el lugar, por entonces con ayuntamiento propio, contaba con una población censada de 246 habitantes. La localidad aparece descrita en el decimosexto volumen del Diccionario geográfico-estadístico-histórico de España y sus posesiones de Ultramar de Pascual Madoz de la siguiente manera:

VILLALBA ALTA: l. con ayunt. en la prov., dióc. y part. jud. de Teruel (6 leg.), aud. terr. de Zaragoza y c. g. de Aragón: sit. en una pendiente que puede reputarse como una prolongacion de la sierra del Povo; el clima es templado y sano. Tiene 75 casas de regular construccion, formando cuerpo de pobl.; una escuela de instruccion primaria; igl. parr. (Sta. Bárbara) servida por un cura de entrada y de provision ordinaria, y un cementerio bien sit. Confina el térm. por el N. con el de Perales; E. Aguilar; S. Orrios, y O. el r. Alfambra, con cuyas aguas y con las de la fuente del Tormagal se riegan algunas huertas, y reciben impulso diferentes molinos harineros; hay ademas diferentes manantiales de escelentes aguas. El terreno es llano, escepto el de la parte del Povo, con muchas huertas alrededor del pueblo y lo restante de secano, con monte bajo y pastos. Los caminos son vecinales. El correo se recibe de Teruel dos veces en la semana. prod.: trigo puro, comun, centeno, cebada, avena, cáñamo, patatas, judias, verzas y frutas; hay ganado lanar y vacuno, y caza de conejos, liebres y perdices. ind.: la agrícola y varios telares de lienzos. pobl.: 61 vec., 246 alm. riqueza imp.: 35,553 rs.
(Madoz, 1850, p. 175)

El municipio de Villalba Alta desapareció en 1972, al ser incorporado junto con el de Galve al término municipal de Perales de Alfambra.

## Demografía
| Gráfica de evolución demográfica de Villalba Alta entre 1842 y 1970 |
| |
| Población de derecho según los censos de población del INE Población de hecho según los censos de población del INEEntre el censo de 1981 y el anterior, este municipio desaparece porque se integra en el municipio 44182 (Perales del Alfambra) |

## Fiestas
- 17 de enero
- 16 de agosto